# Blaiklock Island
Blaiklock Island – wyspa antarktyczna na Morzu Bellingshausena, w północno-wschodniej części Zatoki Małgorzaty u południowo-wschodniego wybrzeża Arrowsmith Peninsula na Loubet Coast na zachodnim wybrzeżu Ziemi Grahama. 

## Nazwa
Wyspa została nazwana na cześć Kennetha V. Blaiklocka (1927–2020), inspektora Falkland Islands Dependencies Survey (FIDS), który stwierdził jej insularny charakter .  

## Geografia
Blaiklock Island leży na Morzu Bellingshausena, w północno-wschodniej części Zatoki Małgorzaty między fiordami Bigourdan a Bourgeois  u południowo-wschodniego wybrzeża Arrowsmith Peninsula na Loubet Coast na zachodnim wybrzeżu Ziemi Grahama . Od Pourquoi Pas Island oddziela ją kanał The Narrows, a od wybrzeża Ziemi Grahama – Jones Channel . 
Wyspa charakteryzuje się nieregularnym kształtem, a jej długość dochodzi do 15 km . Na północno-wschodnim krańcu wyspy wznosi się Kosiba Wall  oraz Mount Kershaw (1180 m) .

## Historia
Blaiklock Island została zbadana w 1936 roku przez Brytyjską Ekspedycję do Ziemi Grahama (ang. British Graham Land Expedition, (BGLE)) pod dowództwem Johna Rymilla (1905–1968) i uznana wówczas za przylądek . Następnie przebadana w 1949 roku przez Falkland Islands Dependencies Survey (FIDS) – wówczas wykazano, że jest to wyspa oddzielona od lądu Jones Channel .
W 1957 roku na zachodnim wybrzeżu wyspy postawiono schronisko FIDS , które wchodziło w skład stacji polarnej Base Y na Horseshoe Island . W latach 1957–1958 wykorzystywane było sporadycznie przez badaczy z Base Y, a także tych z baz na Detaille Island i Stonington Island . Base Y, wraz ze schroniskiem FIDS, jest uznana za pomnik historyczny nr. 63 na mocy Układu Antarktycznego .
W marcu 1990 roku w pobliżu wyspy na Jones Ice Shelf rozbił się lecący na wiatrakowcu brytyjski pilot polarny Giles Kershaw (1948–1990) , który został pochowany na wyspie u stóp  Mount Kershaw . 